# Somerville, New Jersey

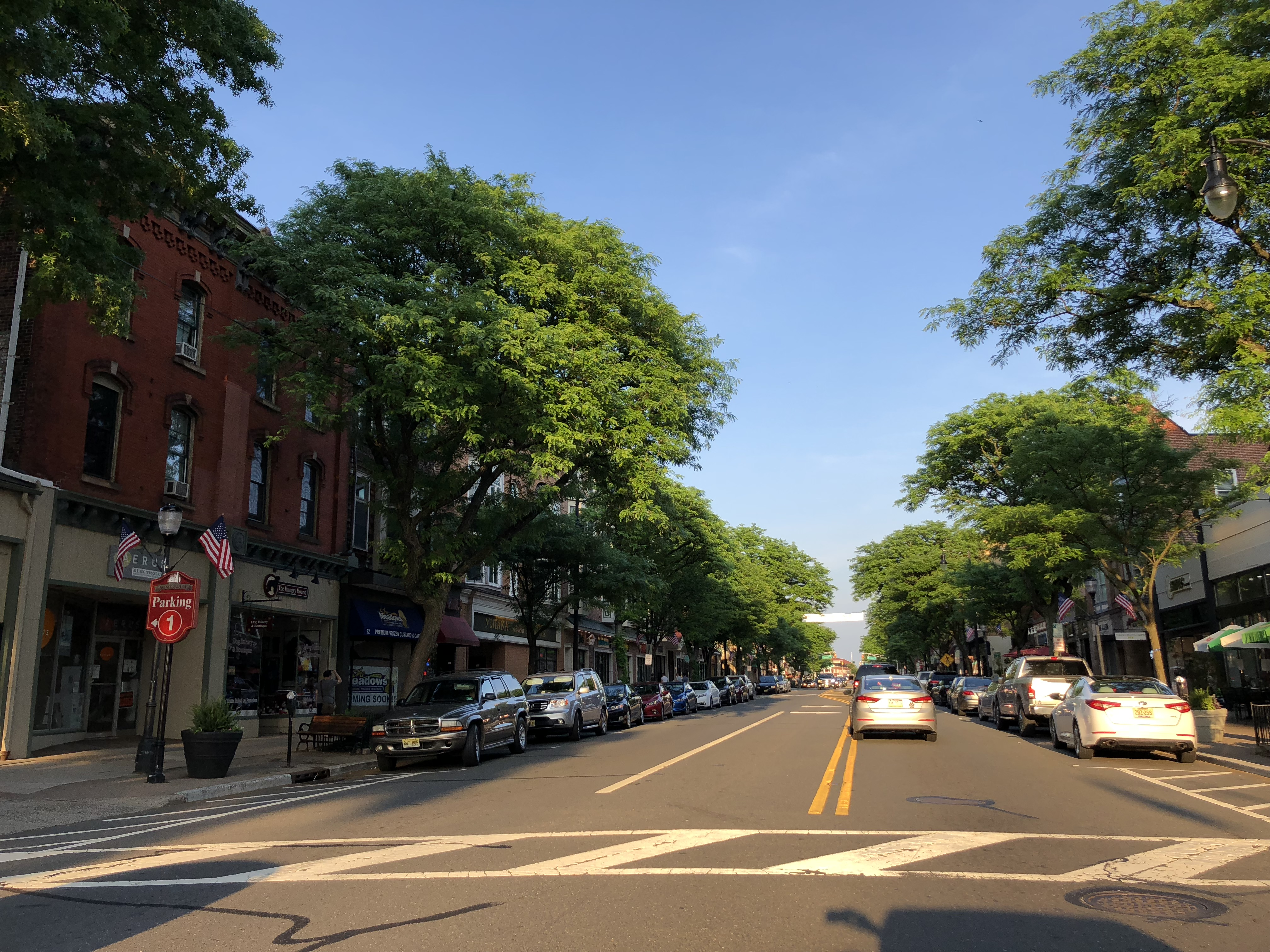
Main Street (New Jersey State Route 28).

Somerville är en kommun av typen borough i den amerikanska delstaten New Jersey med en yta av 6,1 km² och en folkmängd, som uppgår till 12 423 invånare (2000). Somerville är administrativ huvudort (county seat) i Somerset County.

## Kända personer från Somerville
- Don Elliott, jazztrumpetare.
- Lee Van Cleef, skådespelare.
- Frederica von Stade, mezzosopran.